# شهلا صلح‌جو

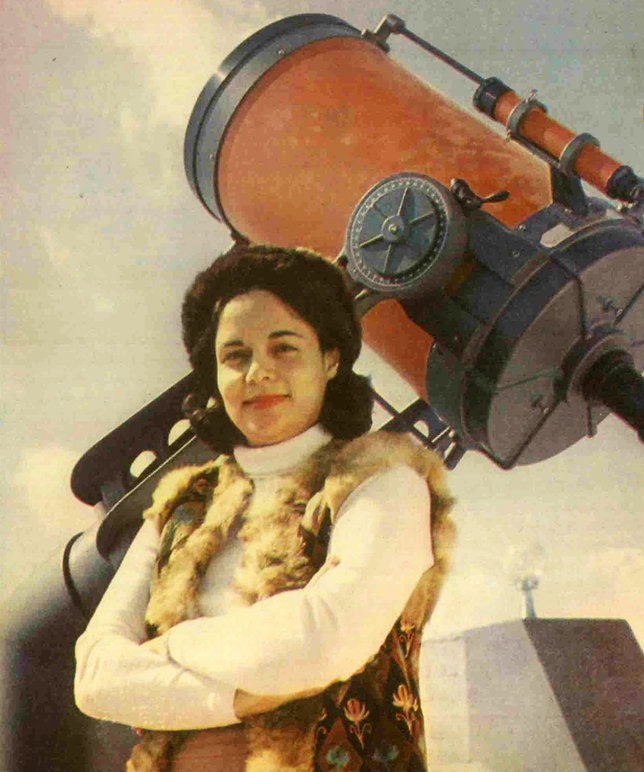
شهلا صلح‌جو

دکتر شهلا صلح‌جو مدیر رصدخانه ابوریحان بیرونی در دانشگاه پهلوی (دانشگاه شیراز کنونی) از اولین زنان حرفه‌ای در عرصه ستاره‌شناسی در ایران است.